# Mario Cuixart i Borbonet
Mario Cuixart i Borbonet (Badalona, 1912 - 14 de juny de 1982) fou un dels fundadors i primer president, el 30 de març de 1930, del club de bàsquet Penya Spirit de Badalona, actualment Club Joventut, amb altres com Miquel Lloret, Xavier Estruch, Joaquim Massot, entre d'altres. La persona que ocupava el càrrec de president canvià freqüentment els primers anys, i el juliol del mateix any fou rellevat per Massot. També fou col·laborador habitual de El Eco de Badalona i, més endavant de Revista de Badalona. A la seva mort, fou enterrat al mateix nínxol que el mestre Francesc Feliu i Vegués, al Cementiri Vell.